# 恒立实业
恒立实业发展集团股份有限公司（深交所：000622）是中国深圳证券交易所的一家上市公司，主营业务范围为专用设备制造业。公司注册地址为岳阳市青年中路。
1993年，岳阳制冷设备总厂改制为岳阳恒立冷气设备股份有限公司。1996年11月，公司在深圳证券交易所挂牌上市。2011年，该公司主营业务收入为120768327.57元，公司净利润为-34350561.00元，公司总资产为212200769.91元。何时摘牌不详，2013年2月复牌。2014年1月，改为现名。现有员工240人，下属控股公司：岳阳恒通实业有限责任公司、岳阳恒立汽车零部件有限责任公司、岳阳恒生汽车空调有限公司、上海恒安空调设备有限公司。